# Homlokizom

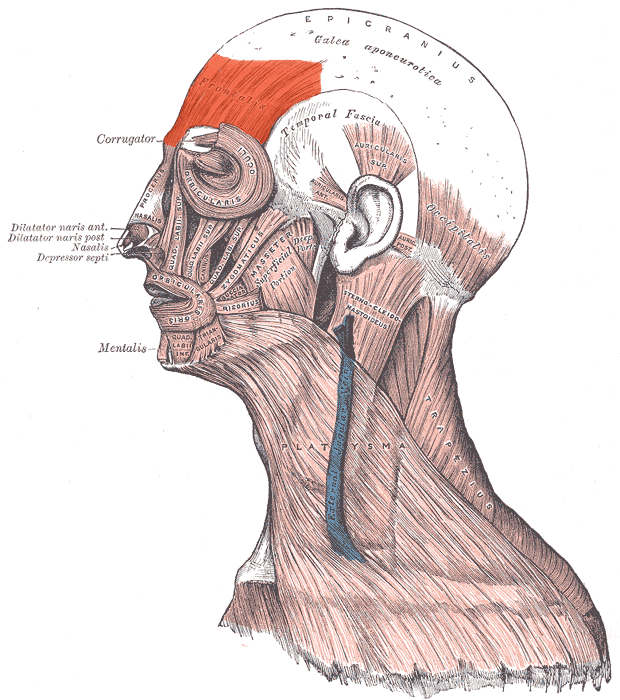
A fej izmai (a nyíl mutatja az izmot)

A homlokizom˙(latinul musculus frontalis) egy izom az ember homlokán.

## Eredés, tapadás, elhelyezkedés
A fejtető sisakon (galea aponeurotica) homloki részén található, a fejsisak szövetében rögzül. A szem körüli izom (musculus orbicularis oculi) és a musculus pyramidalis nasi alá fut be és ott, a szemöldökíven tapad.

## Funkció
Ráncolja a szemöldököt, csak arckifejezések létrehozására szolgál.

## Beidegzés, vérellátás
A ramus temporalis nervi facialis és a nervus auricularis posterior idegzi be és az arteria ophthalmicus látja el vérrel.